# Sistema de coordenades cilíndriques

Un punt traçat en coordenades cilíndriques

El sistema de coordenades cilíndriques és un sistema de coordenades tridimensional que essencialment estén el sistema de coordenades polars afegint-li una tercera coordenada (normalment notada {\displaystyle z}) que mesura l'alçada del punt per damunt del pla del sistema de coordenades polars inicial.

## Notació
La notació per aquest sistema de coordenades no és uniforme. L'estàndard ISO 31-11 l'estableix com {\displaystyle (\rho ,\varphi ,z)}. Però, en molts casos l'azimut {\displaystyle \varphi } es denota com {\displaystyle \theta }. La coordenada radial de vegades s'anomena {\displaystyle r} mentre que a coordenada vertical de vegades és referida com {\displaystyle h}.

## Definició

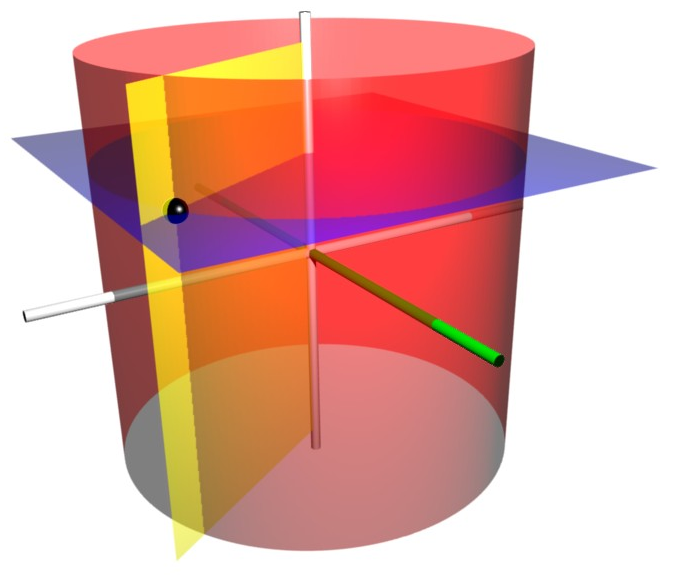
Les superfícies coordenades del sistema de coordenades cilíndriques (ρ, φ, z). El cilindre vermell mostra els punts amb ρ=2, el pla blau mostra els punts amb z=1, i el semiplà groc mostra els punts amb φ=-60°. L'eix z és vertical i l'eix x es ressalta en verd. Les tres superfícies s'intersequen al punt P que és al que li corresponen aquestes coordenades (es presenta com una esfera negra); les coordenades cartesianes de P són aproximadament (1.0, -1.732, 1.0).

En el sistema de coordenades cilíndriques, a cada punt P de l'espai se li assignen les coordenades {\displaystyle (\rho ,\varphi ,z)} de forma que:
- {\displaystyle \rho } és la distància de l'origen O a P', la projecció ortogonal del punt P al pla XY. O cosa que és el mateix: la distància de P a l'eix z.
- {\displaystyle \varphi } és l'angle entre el semieix positiu x i la recta OP', mesurat en sentit contrari a les agulles del rellotge.
- {\displaystyle z} el mateix que en el sistema de coordenades cartesià és a dir, la distància del punt P al pla xy.

## Conversions entre sistemes de coordenades
Com que el sistema de coordenades cilíndriques només és un dels molts sistemes de coordenades en tres dimensions, hi ha equacions que a partir de les coordenades d'un punt en un sistema cilíndric permeten calcular les coordenades del mateix un en cada un dels altres i viceversa.
D'aquest càlcul, o d'aplicar aquestes equacions (compondre les funcions) a les equacions que defineixen diferents entitats geomètriques, se'n diu canvi de coordenades o transformació de coordenades.

### Sistema de coordenades cartesianes
- La funció de canvi de variables {\displaystyle f} per passar de coordenades cartesianes a coordenades cilíndriques és {\displaystyle f(\rho ,\varphi ,z)=({\sqrt {x^{2}+y^{2}}},\operatorname {atan2} (y,x),z)\,}.
- La funció de canvi de variables {\displaystyle f} per passar de coordenades cilíndriques a coordenades cartesianes és {\displaystyle f(x,y,z)=(\rho \cos \varphi ,\rho \sin \varphi ,z)\,}.

Fixeu-vos que es fa servir la funció atan2() que no és estàndard: Això fa que s'obtingui un valor entre 0 i 2π en comptes d'entre -π i π com faria la funció arctangent habitual.

### Sistema de coordenades esfèriques
Les coordenades esfèriques per a determinar unívocament cada punt de l'espai de tres dimensions li assignen: la distància radial entre el punt i un origen fixat (r), l'angle zenital que es mesura des del semieix positiu z fins a la recta que passa per l'origen i el punt (θ), i l'angle azimutal que es mesura entre el semieix positiu x i la projecció ortogonal al pla x-y d'aquesta mateixa recta (φ).
Les coordenades cilíndriques es poden transformar en esfèriques aplicant:
{\displaystyle r={\sqrt {\rho ^{2}+z^{2}}}}
{\displaystyle {\theta }=\arctan {\frac {\rho }{z}}}
{\displaystyle {\varphi }=\varphi \quad }
Les coordenades esfèriques es poden transformar en cilíndriques aplicant:
{\displaystyle \rho =r\sin \theta \,}
{\displaystyle \varphi =\varphi \,}
{\displaystyle z=r\cos \theta \,}

## Aplicacions
Les coordenades cilíndriques són útils en analitzar fenòmens que són simètrics respecte d'un eix si es tria l'eix z de forma que coincideixi amb l'eix de simetria del fenomen. Per exemple per estudiar el camp magnètic creat pel corrent que circula per un conductor cilíndric recte molt llarg. El sistema de coordenades cilíndric permet obtenir expressions matemàtiques més senzilles en aquests casos perquè l'equació d'un cilindre que en coordenades cartesianes és {\displaystyle \ x^{2}+y^{2}=c^{2}} en coordenades cilíndriques adopta una forma tan senzilla com {\displaystyle \ \rho =c}. D'aquí ve el nom de coordenades "cilíndriques".

### Càlcul integral
Vegeu Integral múltiple per trobar més detalls sobre la inintegal de volum en coordenades cilíndriques.
En molts problemes on intervenen coordenades cilíndriques, és útil conèixer l'expressió dels elements d'arc, superfície i de volum per tal de poder efectuar càlculs d'integrals que donin logituds de corbes àrees de superfícies i volums.
L'element d'arc és 
{\displaystyle \mathrm {d} \mathbf {r} =\mathrm {d} \rho \,{\boldsymbol {\hat {\rho }}}+\rho \,\mathrm {d} \varphi \,{\boldsymbol {\hat {\varphi }}}+\mathrm {d} z\,\mathbf {\hat {z}} .}
L'element de superfície és
{\displaystyle \mathrm {d} S=\rho \,d\varphi \,dz.}
L'element de volum és 
{\displaystyle \mathrm {d} V=\rho \,\mathrm {d} \rho \,\mathrm {d} \varphi \,\mathrm {d} z.}

### Càlcul diferencial
Els operadors diferencials gradient, divergència, rotacional i laplaciana tenen expressions particulars en coordenades cilíndriques:
- Gradient

{\displaystyle \nabla \phi ={\frac {\partial \phi }{\partial \rho }}{\hat {\rho }}+{\frac {1}{\rho }}{\frac {\partial \phi }{\partial \varphi }}{\hat {\varphi }}+{\frac {\partial \phi }{\partial z}}{\hat {z}}}
- Divergència

{\displaystyle \nabla \cdot {\vec {F}}={\frac {1}{\rho }}{\frac {\partial (\rho F_{\rho })}{\partial \rho }}+{\frac {1}{\rho }}{\frac {\partial (F_{\varphi })}{\partial \varphi }}+{\frac {\partial (F_{z})}{\partial z}}}
- Rotacional

{\displaystyle \nabla \times {\vec {F}}={\frac {1}{\rho }}\left|{\begin{matrix}{\hat {\rho }}&\rho \,{\hat {\varphi }}&{\hat {z}}\\&&\\{\frac {\partial }{\partial \rho }}&{\frac {\partial }{\partial \varphi }}&{\frac {\partial }{\partial z}}\\&&\\F_{\rho }&\rho \,F_{\varphi }&F_{z}\end{matrix}}\right|}
- Laplaciana

{\displaystyle \nabla ^{2}\phi ={\frac {1}{\rho }}{\frac {\partial }{\partial \rho }}\left(\rho {\frac {\partial \phi }{\partial \rho }}\right)+{\frac {1}{\rho ^{2}}}{\frac {\partial ^{2}\phi }{\partial \varphi ^{2}}}+{\frac {\partial ^{2}\phi }{\partial z^{2}}}}